# Ahmad Ghali
Ahmad Ghali, né le 23 juin 2000 à Kano au Nigeria, est un footballeur nigérian qui évolue au poste d'ailier gauche au Slovan Liberec.

## Biographie

### Débuts professionnels
Né à Kano au Nigeria, Ahmad Ghali joue pour le club local du MFM FC avant de rejoindre la Slovaquie et le club de l'AS Trenčín en 2020. Le transfert est annoncé dès le 15 novembre 2019.
Ghali se fait remarquer dès son premier match, le 13 juin 2020, en marquant son premier but lors d'une rencontre de championnat face au FK Pohronie. Titulaire, il ouvre le score sur un service d'Osman Bukari et contribue à la victoire des siens (4-0 score final).
Le 1er mai 2021, Ghali réalise son premier doublé, à l'occasion d'un match de championnat face au FC ViOn Zlaté Moravce. Il permet à son équipe de s'imposer par trois buts à zéro.

### FC Slovan Liberec
Le 27 janvier 2022, Ahmad Ghali rejoint la Tchéquie afin de s'engager en faveur du Slovan Liberec. Il signe un contrat de deux ans et demi, soit jusqu'en juin 2024.
Il joue son premier match sous ses nouvelles couleurs le 20 mars 2022, lors d'une rencontre de championnat face au SK Sigma Olomouc. Il entre en jeu à la place de Jan Matoušek et son équipe est battue par un but à zéro.